# Dick Grubar
Richard Arthur Grubar, detto Dick (Schenectady, 26 luglio 1947), è un ex cestista statunitense, professionista nella ABA.

## Carriera
Venne selezionato dai Los Angeles Lakers al sesto giro del Draft NBA 1969 (62ª scelta assoluta).
Disputò 2 partite con gli Indiana Pacers nella stagione ABA 1969-70.